# Resolutie 167 Veiligheidsraad Verenigde Naties
Resolutie 167 van de Veiligheidsraad van de Verenigde Naties werd als tweede van twee resoluties op 25 oktober 1961 goedgekeurd door de VN-Veiligheidsraad. De stemmen verliep met negen tegen één (de Verenigde Arabische Republiek) en met één onthouding (de Sovjet-Unie).

## Inhoud
De Veiligheidsraad had de aanvraag van de Islamitische Republiek Mauritanië (voor VN-lidmaatschap) overwogen, en beval de Algemene Vergadering aan om Mauritanië het VN-lidmaatschap te verlenen.

## Verwante resoluties
- Resolutie 165 Veiligheidsraad Verenigde Naties (Sierra Leone)
- Resolutie 166 Veiligheidsraad Verenigde Naties (Mongolië)
- Resolutie 170 Veiligheidsraad Verenigde Naties (Tanganyika)
- Resolutie 172 Veiligheidsraad Verenigde Naties (Rwanda)

Lijst ·  161 ·  162 ·  163 ·  164 ·  165 ·  166 ·  167 ·  168 ·  169 ·  170